# 彩虹絲尾脂鯉
彩虹絲尾脂鯉，中文俗名彩虹帝王灯，為輻鰭魚綱脂鯉目脂鯉亞目脂鯉科的其中一個種。分布於南美洲San Juan河流域，體長可達3.6公分，棲息在底中層水域，生活習性不明。